# Moldova a 2020. évi téli ifjúsági olimpiai játékokon
Moldova a Lausanneban megrendezett 2020. évi téli ifjúsági olimpiai játékok egyik részt vevő nemzete volt.

## Biatlon

### Fiú
| Versenyző      | Versenyszám      | Idő     | Lövőhiba        | Hely. |
| -------------- | ---------------- | ------- | --------------- | ----- |
| Victor Șendrea | Sprint           | 26:34,1 | 6 (3F+3Á)       | 92.   |
| Victor Șendrea | Egyéni indításos | 41:03,6 | 6 (1F+2F+2Á+1Á) | 60.   |

### Lány
| Versenyző        | Versenyszám      | Idő     | Lövőhiba         | Hely. |
| ---------------- | ---------------- | ------- | ---------------- | ----- |
| Antonia Cebotari | Sprint           | 28:28,2 | 6 (1F+5Á)        | 93.   |
| Antonia Cebotari | Egyéni indításos | 54:33,6 | 13 (1F+4F+4Á+4Á) | 93.   |

## Szánkó

### Fiú
| Versenyző      | Versenyszám | 1. futam | 1. futam | 2. futam | 2. futam | Összesen | Összesen |
| Versenyző      | Versenyszám | Idő      | Hely.    | Idő      | Hely.    | Idő      | Hely.    |
| -------------- | ----------- | -------- | -------- | -------- | -------- | -------- | -------- |
| Marius Goncear | Fiú egyes   | 57,783   | 27.      | 56,860   | 25.      | 1:54,643 | 27.      |

### Lány
| Versenyző                   | Versenyszám | 1. futam | 1. futam | 2. futam | 2. futam | Összesen | Összesen |
| Versenyző                   | Versenyszám | Idő      | Hely.    | Idő      | Hely.    | Idő      | Hely.    |
| --------------------------- | ----------- | -------- | -------- | -------- | -------- | -------- | -------- |
| Adriana Adam                | Lány egyes  | 58,779   | 24.      | 59,199   | 24.      | 1:57,978 | 24.      |
| Adriana Adam Aliona Busuioc | Lány kettes | 58,079   | 11.      | 57,709   | 8.       | 1:55,788 | 11.      |

### Vegyes nemzetek
| Versenyző                                                                       | Versenyszám  | 1. futam | 1. futam | 2. futam | 2. futam | Összesen | Összesen |
| Versenyző                                                                       | Versenyszám  | Idő      | Hely.    | Idő      | Hely.    | Idő      | Hely.    |
| ------------------------------------------------------------------------------- | ------------ | -------- | -------- | -------- | -------- | -------- | -------- |
| Isikava Juki (JPN) Marius Goncear (MDA) Adriana Adam (MDA) Aliona Busuioc (MDA) | Vegyes váltó |          |          |          |          | 3:05,755 | 11.      |